# Копьев, Михаил Данилович
Михаил Данилович Копьев — русский переводчик, брат Алексея Даниловича Копьева.
Перевёл с французского: «Новый Гулливер» (Москва; 1791); «Зеламира или странные союзы» (М. 1793); «Простая история» (М. 1794); «Жизнь девицы Матильды» (М. 1794); «Вертопрашка» (М. 1795—1796), «Генрих Дельмор» (М. 1796); «Аннушка» (М. 1797—1798); «Достойный любви нравоучитель» (М. 1804—1805). Несколько его переводов помещено в «Иппокрене» за 1799 год.